# Mosquée Al Mohsinine d'Amiens
La mosquée Al Mohsinine est un édifice religieux musulman situé  à l'ouest de la ville d'Amiens dans le département de la Somme.

## Situation
La mosquée est située allée de l’Île-de-France à Étouvie, un quartier populaire de l'ouest de la ville d'Amiens.

## Histoire
La mosquée Al Mohsinine est un lieu de culte musulman sunnite construit et gérée par l'Association de la mosquée d’Étouvie.

## Photos

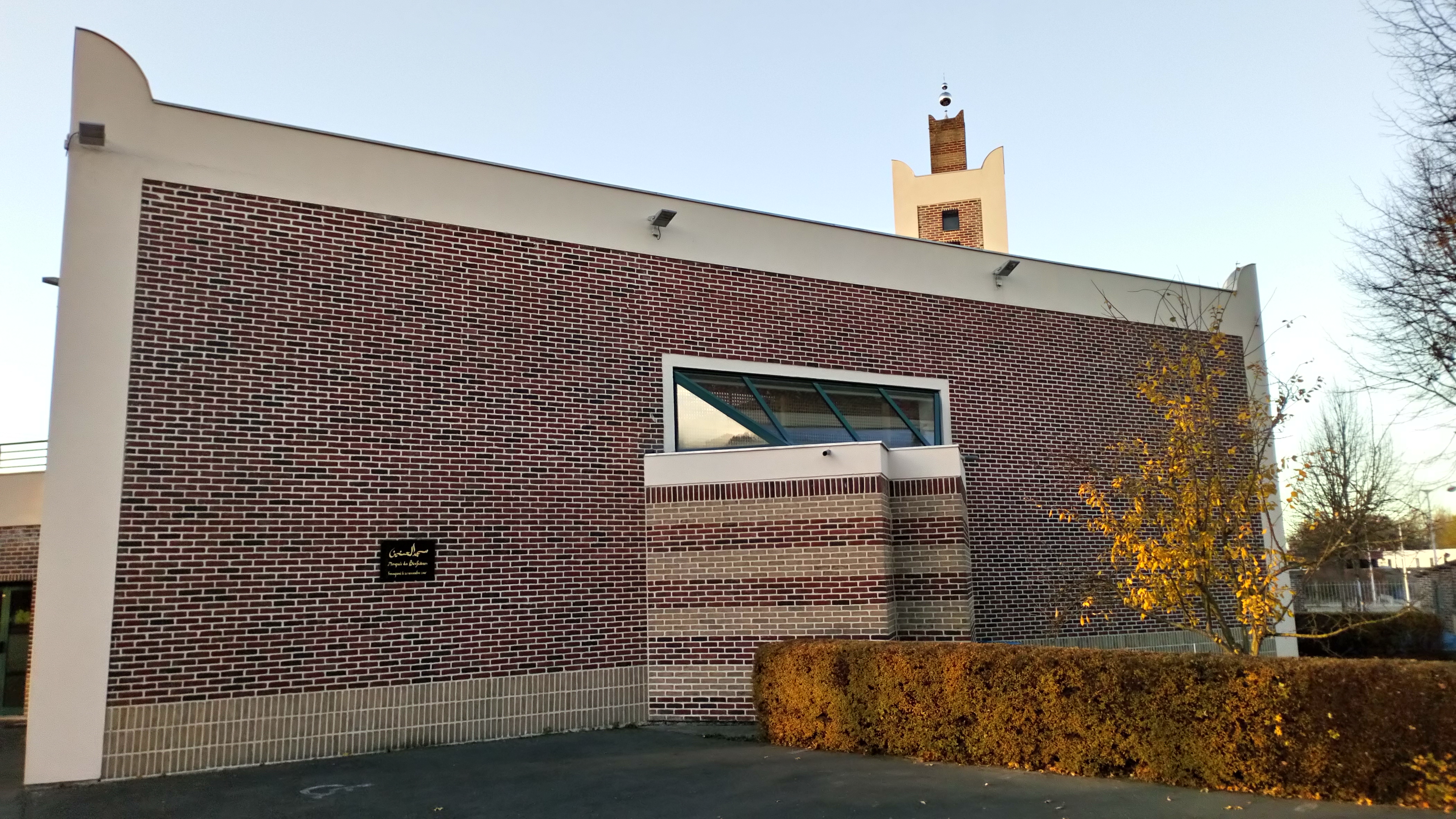
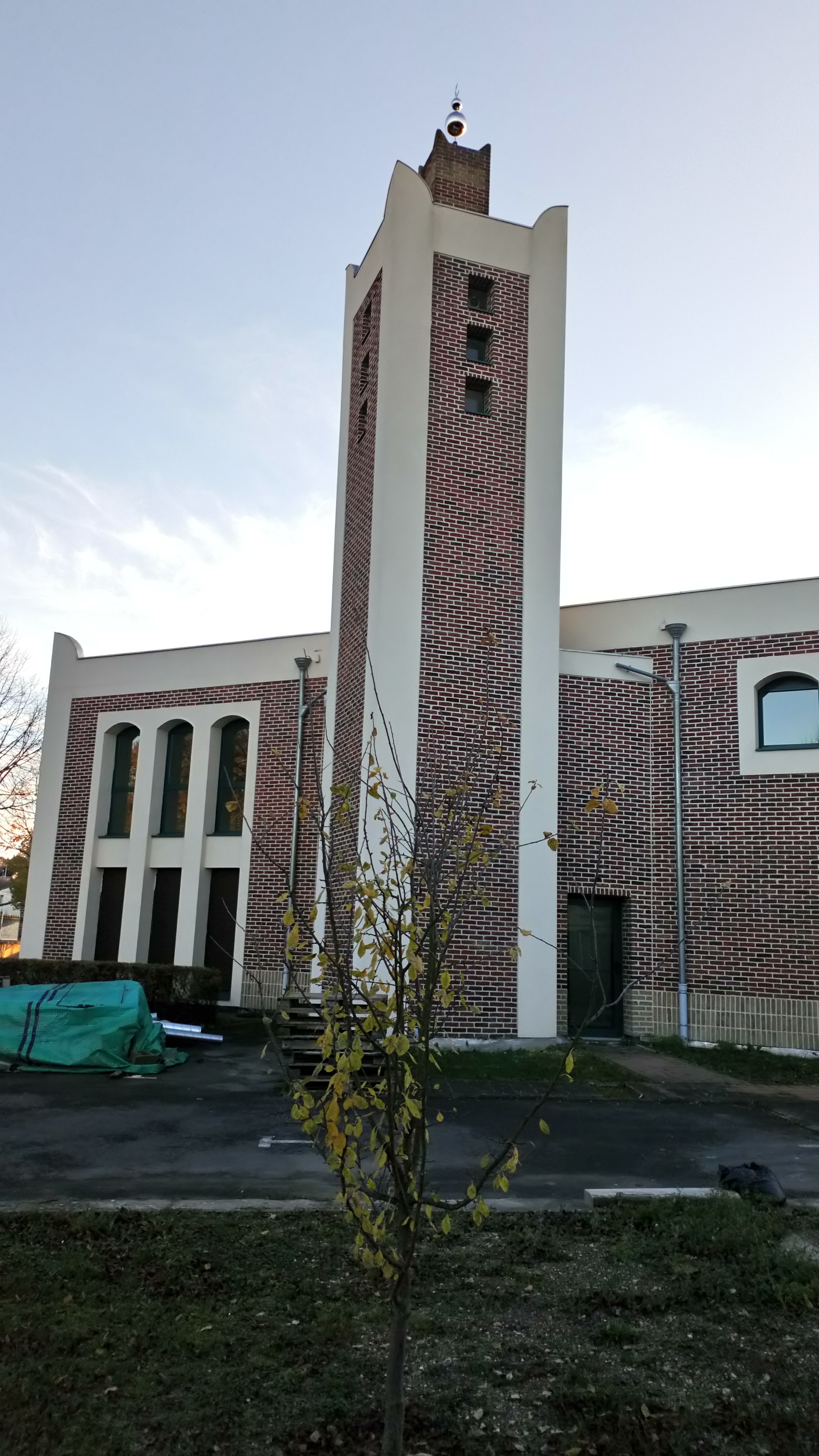